# Герб Воскресенского района
Герб Воскресенского муниципального района — опознавательно-правовой знак, составленный и употребляемый в соответствии с правилами геральдики, служащий символом Воскресенского муниципального района Московской области.
Герб утвержден решением Совета депутатов МО «Воскресенский район» (№ 196/18) от 24 декабря 2004 года.

## Описание герба
В пурпуре золотой тарч, увенчанный таковой же княжеской шапкой..
Герб Воскресенского муниципального района может воспроизводиться в двух равно допустимых версиях:
- без вольной части;
- с вольной частью (четырехугольником, примыкающим к верхнему правому углу щита с воспроизведёнными в нём фигурами герба Московской области).

Герб Воскресенского района может воспроизводиться со статусной короной установленного образца.

## Обоснование символики
Во второй половине XVI столетия село Марчуги, находящееся на территории современного Воскресенского муниципального района, было пожаловано в наследственное владение князю Михаилу Фёдоровичу Пожарскому, который женился в 1571 году на дочери владельца соседнего села Петровское Ефросинье Беклемишевой. Эти земли унаследовал их сын — Дмитрий Пожарский, ставший впоследствии знаменитым полководцем и снискавшим славу освободителя Отечества. Это историческое событие отражено в гербе Воскресенского муниципального района: в пурпурном поле изображён золотой щит (тарч — круглый щит) Дмитрия Пожарского. Изображение щита, рельефно украшенного ликом Спасителя и орнаментом, перекликается со щитом с памятника Минину и Пожарскому, установленному на Красной площади в Москве. В геральдике щит — символ защиты, стойкости, покровительства.
Княжеская шапка и пурпурное поле символизирует княжеское достоинство Дмитрия Пожарского и высокий статус его земель.
Пурпурный цвет — символ благородства, достоинства, величия.
Золото символизирует власть, богатство, постоянство, уважение, интеллект, великодушие.

## История герба
Герб разработан Союзом геральдистов России.
Авторы герба:
- идея: Александр Цветков (Москва), Олег Агафонов (Москва), Константин Мочёнов (Химки)
- художник: Роберт Маланичев (Москва);
- компьютерный дизайн: Оксана Афанасьева (Москва);
- обоснование символики: Кирилл Переходенко (Конаково).

Прежний герб Воскресенского района был утвержден исполнительным комитетом городского Совета народных депутатов 18 декабря 1987 года.
Описание:
В красном щите изображены золотое солнце с лучами, колба, переходящая вверху в мачту.
Герб символизировал главное градообразующее предприятие — ОАО «Воскресенские минеральные удобрения» (Уралхим).
Автор герба: В. Б. Шмитько.